# Bosansko Grahovo
Bosansko Grahovo è un comune della Federazione di Bosnia ed Erzegovina situato nel Cantone della Bosnia Occidentale con 3.091 abitanti al censimento 2013.

## Località
La municipalità di Bosansko Grahovo è composta dalle seguenti 35 località:
- Bastasi
- Bosansko Grahovo
- Crnac
- Crni Lug
- Donje Peulje
- Donji Kazanci
- Donji Tiškovac
- Duler
- Gornje Peulje
- Gornji Kazanci
- Grkovci
- Isjek
- Jaruga
- Kesići
- Korita
- Luka
- Maleševci
- Malo Tičevo
- Marinkovci
- Mračaj
- Nuglašica
- Obljaj
- Pečenci
- Peći
- Preodac
- Pržine
- Radlovići
- Resanovci
- Stožišta
- Ugarci
- Uništa
- Veliko Tičevo
- Vidovići
- Zaseok
- Zebe

## Curiosità
La località di Obljaj diede i natali a Gavrilo Princip, assassino dell'arciduca Francesco Ferdinando.